# Пегави петлован
Пегави петлован (лат. Pardirallus maculatus, енгл. Spotted rail) је врста птице из породице барских кока (лат. Rallidae). Природно станиште врсте су мочваре. Насељава велики део Северне и Јужне Америке као и нека карипска острва.